# Lista de clubes de hóquei em patins

## Catalunha
| Clube                                | Cidade                   | Fundação | Uniforme                                         |
| Cambrils Hoquei Club                 | Cambrils                 | ?        | s-blava i blanca, p-blau                         |
| Cerdanyola Club d'Hoquei             | Cerdanyola del Vallès    | 1936     | s-verda, p-blanc                                 |
| Club Esportiu Arenys de Munt         | Arenys de Munt           | ?        | s-blanca i vermella, p-blanc                     |
| Club Esportiu Noia                   | Sant Sadurní d'Anoia     | 1951     | s-vermella, p-negre                              |
| Club Hoquei Arenys de Mar            | Arenys de Mar            | 1942     | s-verda, p-verd                                  |
| Club Hoquei Lloret                   | Lloret de Mar            | 1969     | s-verda, p-blanc                                 |
| Club Hoquei Mataró                   | Mataró                   | ?        | s-blanca i blava, p-blanc                        |
| Club Hoquei Patí Blanes              | Blanes                   | 1971     | s-blanca amb detalls vermells, p-blanc           |
| Club Hoquei Vila-seca                | Vila-seca                | ?        | s-groga i blava, p-blau                          |
| Club Lleida Llista Blava             | Lleida                   | 1951     | s-blau i blanca, p-blau                          |
| Club Natació Reus Ploms              | Reus                     | 1943     | s-blanca i negra a ratlles horitzontals, p-negre |
| Club Olesa Patí                      | Olesa de Montserrat      | 2002     | s-verda, p-negre                                 |
| Club Patí Bell-lloc                  | Bell-lloc d'Urgell       | ?        | s-vermella, p-blanc                              |
| Club Patí Caldes                     | Caldes de Malavella      | 1988     | s-vermella i blanca a ratlles verticals, p-blanc |
| Club Patí Sitges                     | Sitges                   | 1983     | s-blanca, p-blau                                 |
| Club Patí Tordera                    | Tordera                  | 1945     | s-groc i vermella a ratlles verticals, p-blau    |
| Club Patí Vic                        | Vic                      | 1951     | s-blanca i vermella a ratlles verticals, p-blanc |
| Club Patí Vilafranca                 | Vilafranca del Penedès   | 1970     | s-blava, p-blau                                  |
| Club Patí Vilanova                   | Vilanova i la Geltrú     | 1950     | s-verda, p-blanc                                 |
| Club Patí Voltregà                   | Sant Hipòlit de Voltregà | 1955     | s-blanc-blava a ratlles verticals, p-blau        |
| Club Tenis Barcino                   | Barcelona                | 1945     | s-blau o blanca, p-blau                          |
| FC Barcelona                         | Barcelona                | 1942     | s-blau-grana a ratlles verticals, p-blau         |
| Girona Club d'Hoquei                 | Girona                   | 1940     | s-blanca i vermella, p-blanc                     |
| Grup Excursionista i Esportiu Gironí | Girona                   | 1936     | s-vermella, p-blanc                              |
| Hoquei Club Salt                     | Salt                     | ?        | s-taronja i blau-lilós, p-blau-lilós             |
| Hoquei Club Sentmenat                | Sentmenat                | 1961     | s-Blau, p-blanc                                  |
| Igualada Hoquei Club                 | Igualada                 | 1951     | s-arlequinada blau i grana, p-blau               |
| Mollet Hoquei Club                   | Mollet del Vallès        | 1959     | s-vermella amb detalls blancs, p-blanc           |
| Piera Hoquei Club                    | Piera                    | 1960     | s-verda, p-blanc                                 |
| Pla Hoquei Club                      | El Pla del Penedès       | 2004     | s-negre, p-negre                                 |
| Reus Deportiu                        | Reus                     | 1945     | s-roig-negra a ratlles verticals, p-negre        |
| Secció Hoquei Unió Maçanetenca       | Maçanet de la Selva      | 1952     | s-arlequianda vermella i blanca, p-blanc         |

- A.E. Santa Isabel (Barcelona)
- Caldes Club Hoquei (Caldes de Montbui)
- Casal l'Espluga (L'Espluga de Francolí)
- Club Esportiu Universitari (Barcelona)
- Club Esportiu El Vendrell (El Vendrell)
- Club Esportiu Laietà  (Barcelona)
- Club Esportiu Molins de Rei (Molins de Rei)
- Club Hoquei Andorra (Andorra la Vella)
- Club Hoquei Cadí (La Seu d'Urgell)
- Club Hoquei Farners (Santa Coloma de Farners)
- Club Hoquei Juneda (Juneda)
- Club Hoquei Olot (Olot)
- Club Hoquei Premià de Mar (Premià de Mar)
- Club Hoquei Sant Feliu (Sant Feliu de Codines)
- Club Hoquei Santa Perpètua (Santa Perpètua de Mogoda)
- Club Olesa Pati (Olesa de Montserrat)   Enllaç extern: Web del Club Olesa Patí
- Club Patí Amposta (Amposta)
- Club Patí Badia del Vallès (Badia del Vallès)
- Club Patí Calafell (Calafell)
- Club Patí Congrès (Barcelona)
- Club Patí Corbera (Corbera de Llobregat)
- Club Patí Dertusa (Tortosa)
- Club Patí El Pla de Santa Maria (El Pla de Santa Maria)
- Club Patí Flix (Flix)
- Club Patí Folgueroles (Folgueroles)
- Club Patí Jonquerenc (La Jonquera)
- Club Patí Manlleu (Manlleu)
- Club Patí Masquefa (Masquefa)
- Club Patí Monjos (Sant Martí Sarroca)
- Club Patí Ribes de Freser (Ribes de Freser)
- Club Patí Riudebitlles (Sant Pere de Riudebitlles)
- Club Patí Riudoms (Riudoms)
- Club Patí Roda (Roda de Ter)
- Club Patí Sant Celoni (Sant Celoni)
- Club Patí Taradell (Taradell)
- Club Patí Valls (Valls)
- Esp. Maristes Sant Joan (Barcelona)
- Futbol Club Martinenc (Barcelona)
- Gramenet Hoquei Patins (Santa Coloma de Gramenet)
- Hoquei Canet (Canet de Mar)
- Hoquei Club Capellades (Capellades)
- Hoquei Club Castellet (Sant Vicenç de Castellet)
- Hoquei Club Esplugues (Esplugues de Llobregat)
- Hoquei Club Palau de Plegamans (Palau de Plegamans)
- Hoquei Club Patí Castelldefels (Castelldefels)
- Hoquei Club Ripoll (Ripoll)
- Hoquei Club Sant Just (Sant Just Desvern)
- Hoquei Patins Tona (Tona)
- L'Hospitalet Club d'Hoquei (L'Hospitalet de Llobregat)
- Patí Malgrat (Malgrat de Mar)
- Ribes Club Patí (Sant Pere de Ribes)
- Ripollet Hoquei Club (Ripollet)
- S.H. Casal Montblanquí (Montblanc)
- Sant Cugat P.H. (Sant Cugat del Vallès)
- Sferic Hoquei Club  (Terrassa)
- Sicoris Club (Lleida)
- Unió Esportiva Claret (Barcelona)
- Unió Esportiva d'Horta (Barcelona)
- Unió Esportiva La Garriga (La Garriga)
- Unió Esportiva Sant Andreu (Barcelona)
- Vilassar Club Hoquei (Vilassar de Mar)
- C.H. Palafrugell (Palafrugell)

## Comunidade Valencianaeilhas Baleares
| Clube                        | Cidade                  | Fundação | Uniforme                                 |
| Club Patí Alcodiam Salesiano | Alcoi                   | 1951     | s-blau-grana a franges verticals, p-blau |
| Cub Promoció Patí Raspeig    | Sant Vicent del Raspeig | ?        | s-negra i groga, p-negre                 |

- Club Hoquei España (Palma de Mallorca)
- So N'Espanyolet
- Alberic Hoquei Club (Alberic)
- Club Atlètic Sant Vicent Hockey (Sant Vicent del Raspeig)
- Club Patí Alacant (Alacant)
- Club Patí Contestà (Cocentaina)
- Club Patí Muro (Muro de l'Alcoi)
- Club Patí Villena (Villena)
- Club Patí Paiporta (Paiporta)
- Hoquei Club Sedaví (Sedaví)
- Club Atlètic Montemar (Alacant)

## Espanha
| Clube                             | Cidade                 | Fundação | Uniforme                       |
| HC Liceo Coruña                   | Corunha                | 1972     | s-verda i blanca, p-blanc      |
| Club Patín Alcobendas             | Alcobendas             | 1976     | s-verda, p-blanc               |
| Oviedo Hockey Club                | Oviedo                 | 1952     | s-blava, p-blanc               |
| Club Patín Tenerife               | Santa Cruz de Tenerife | 1970     | s-blanca, p-blau               |
| Club Patín Areces                 | Grado                  | ?        | s-blava, p-blanc               |
| Patín Macarena C.D.               | Sevilla                | ?        | s-blanca i vermella, p-vermell |
| Universidad de Oviedo Mieres C.P. | Mieres                 | ?        | s-negra, p-negre               |
| Vigo Stick C.H. 2001              | Vigo                   | ?        | s-vermella, p-blanc            |
| S.D.C. San Antonio                | Pamplona               | ?        | s-blanca, p-blau               |
| Oviedo Booling Club               | Oviedo                 | ?        | s-taronja, p-negre             |
| Dominicos                         | Corunha                | 1959     | s-blanca, p-negre              |

- A.D. Liceo La Paz (Corunha)
- H.C. Xuntanza (Corunha)
- Club de Mar (Corunha)
- Ex Alcoholicos (Corunha)
- C. Colegio Santo Domingo (Corunha)
- H.C. Unión Sp. Santa Lucia (Corunha)
- Traviesas H.C. (Vigo)
- Club Patin Vigo (Vigo)
- Club de Campo de Vigo (Vigo)
- Castrelos H.C. (Vigo)
- Puenteareas H.C. (Puenteareas)
- H.C. Raxoi (Santiago de Compostela)
- C.P. El Pilar (Pola de Lena)
- C.P. Alcorcón Parque Lisboa (Alcorcón)
- Coslada C.H. (Coslada)
- C.P. Claret (Sevilha)
- C.P. La Salle (Santa Cruz de Tenerife)
- Atlético Balling (Santa Cruz de Tenerife)
- C.P. Chinyero  (Santa Cruz de Tenerife)
- C.P. Noria  (Santa Cruz de Tenerife)
- C.P. Puerto Cruz (La Laguna)
- C.P. Somosierra  (Santa Cruz de Tenerife)
- C.P. Claret (Las Palmas de Gran Canaria)
- C.P. Schamann (Las Palmas de Gran Canaria)
- C.P. Salymar (Las Palmas de Gran Canaria)
- C.P. Ciudad del Mar (Las Palmas de Gran Canaria)
- Tenis Santander (Santander)
- Loyola Indautxu (Bilbau)
- Santutxu HT (Bilbau)
- Jolaseta (Getxo)
- CD Urdaneta (Loiu)

## Portugal
Porto
- Futebol Clube do Porto (Porto)
- Clube Infante de Sagres (Porto)
- Associação de Cultura e Recreio de Gulpilhares (Gulpilhares)
- Centro Desportivo Nortecoope (Maia)
- Académico Futebol Clube (Porto)
- Associação Académica de Espinho (Espinho)
- Associação Desportiva de Valongo (Valongo)
- Clube Hóquei dos Carvalhos (Carvalhos)
- Hóquei Clube do Marco (Marco de Canaveses)
- Juventude Pacense (Paços de Ferreira)
- Estrela e Vigorosa Sport (Porto)
- União Sport Clube de Paredes (Paredes)
- Grupo Desportivo e Coral de Fânzeres (Fânzeres)
- Grupo Desportivo da Casa do Povo da Sobreira (Sobreira)
- Associação Hóquei Clube de Santa Cruz (Santa Cruz do Bispo)
- Clube Desportivo da Póvoa (Póvoa de Varzim)
- Grupo Desportivo de Entrecancelas (Baguim do Monte)
- Associação Cultural e Desportiva da Casa do Povo de Vila Boa do Bispo (Vila Boa do Bispo)
- Associação Desportiva de Penafiel (Penafiel)
- Associação Desportiva Recreativa Pasteleira (Porto)
- Centro Cultural e Desportivo da Ordem (Lousada)
- Centro Recreio Popular Freguesia de Lavra (Lavra)
- Centro Social Paroquial de Alfena (Alfena)
- Clube Académico de Bragança (Bragança)
- Hóquei Clube de Paço Rei (Vila Nova de Gaia)
- Olá Mouriz - Associação de Cultura Desporto e Recreio (Paredes)

Lisboa
- Sport Lisboa e Benfica (Lisboa)
- Sporting Clube de Portugal (Lisboa)
- CD Paço de Arcos (Paço de Arcos)
- Sport Alenquer e Benfica (Alenquer)
- Hockey Club de Sintra (Sintra)
- Associação Académica da Amadora (Amadora)
- Associação da Juventude Salesiana (Estoril)
- Associação de Educação Física e Desportiva (Torres Vedras)
- Associação Desportiva de Oeiras (Oeiras)
- Clube Atlético de Campo de Ourique (Lisboa)
- Grupo Dramático e Sportivo de Cascais (Cascais)
- Futebol Clube de Alverca (Alverca)
- Parede Foot-Ball Clube (Parede)
- Sporting Clube de Torres (Torres Vedras)
- União Desportiva Vilafranquense (Vila Franca de Xira)
- União Desportiva e Cultural de Nafarros (Nafarros)
- Santos Futebol Clube Venda Nova (Venda Nova)
- Liga dos Melhoramentos e Recreios de Algés (Algés)
- Clube de Futebol "Os Belenenses" (Lisboa)
- Ginásio Clube de Odivelas (Odivelas)

Minho
- Óquei Clube de Barcelos (Barcelos)
- Hóquei Clube de Braga (Braga)
- Riba de Ave Hóquei Clube (Riba de Ave)
- Vitória Sport Clube de Barcelinhos (Barcelinhos)
- Associação Desportiva de Barcelos (Barcelos)
- Famalicense Atlético Clube (Vila Nova de Famalicão)
- Associação Juventude de Viana (Viana do Castelo)
- Associação Desportiva Limianos (Ponte de Lima)
- Seixas Hóquei Clube (Seixas)
- União Grundig (Braga)
- Valença Hóquei Clube - Mar Ibérica (Valença)
- Vitória Sport 
Clube (Guimarães)

Coimbra
- Associação Académica de Coimbra (Coimbra)
- Amigos da Freguesia de Arazede (Arazede)
- Clube Recreativo Vigor da Mocidade (Coimbra)
- Lordemão Futebol Clube (Coimbra)
- Futebol Clube Oliveira do Hospital (Oliveira do Hospital)

Setúbal
- Grupo Desportivo de Sesimbra (Sesimbra)
- Juventude Azeitonense (Azeitão)
- Vasco da Gama Atlético Clube (Sines)
- Seixal Futebol Clube (Seixal)
- Grupo Desportivo Fabril (Barreiro)

Aveiro
- União Desportiva Oliveirense (Oliveira de Azeméis)
- Associação Desportiva Sanjoanense (São João da Madeira)
- Clube Desportivo de Cucujães (Cucujães)
- Hóquei Académico de Cambra (Vale de Cambra)
- Hóquei Clube da Mealhada (Mealhada)
- Clube Académico da Feira (Santa Maria da Feira)
- Clube Escola Livre de Azeméis (Oliveira de Azeméis)
- Futebol Clube do Bom Sucesso (Aveiro)
- Centro Atlético Póvoa Pacense - CENAP (Aveiro)

Algarve
- Clube Desportivo de Boliqueime (Boliqueime)
- Ginásio Clube Olhanense (Olhão)
- Hóquei Clube de Portimão (Portimão)

Leiria
- Sporting Clube Marinhense (Marinha Grande)
- Hóquei Clube de Turquel (Turquel)
- Clube Stella Maris (Peniche)
- Biblioteca Instrução e Recreio (Nazaré)
- Sport Clube Escolar Bombarralense (Bombarral)
- Associação Alcobacense Cultura e Desporto (Alcobaça)
- Sport Clube Leiria e Marrazes (Leiria)

Alentejo
- Clube de Futebol de Estremoz  (Estremoz)
- Sport Clube Mineiro Aljustrelense (Aljustrel)
- Grupo Desportivo "Diana" (Évora)
- Mourão
- Moura
- Beja

Ribatejo
- União Futebol Entroncamento (Entroncamento)
- Sporting Clube de Tomar (Tomar)
- Associação Cultural e Recreativa de Santa Cita (Santa Cita)
- Clube Desportivo de Torres Novas (Torres Novas)
- Sociedade Filarmónica Gualdim Pais (Tomar)
- Hoquei Clube de Santarém (Santarém)
- Hóquei Clube Os Tigres (Almeirim)

Madeira
- Clube Desportivo Portosantense (Porto Santo)
- Club Sport Marítimo (Funchal)
- Grupo Desportivo do Estreito (Estreito)
- Clube Desportivo São Roque (Funchal)

Açores
- Clube União Micaelense (Ponta Delgada)
- Clube Desportivo Santa Clara (Ponta Delgada)
- Candelária Sport Clube (Madalena do Pico)
- Sport Clube Lusitânia (Angra do Heroísmo)

## Itália
| Clube                        | Cidade             | Fundação | Uniforme           |
| G.C. Hockey Novara           | Novara             | 1924     | blanc i blau       |
| Hockey 54 Bassano            | Bassano del Grappa | 1954     | groc i vermell     |
| Hockey Primavera Prato       | Prato              | 1954     | blanc i blau       |
| Roller Salerno 1984          | Salerno            | 1984     | grana              |
| G.S. Hockey Trissino         | Trissino           | 1961     | blanc i blau       |
| Hockey Club Amatori Vercelli | Vercelli           | 1962     | blanc, groc i verd |
| Amatori Sporting 93 Lodi     | Lodi               | 1993     | gris i taronja     |
| Hockey P. Breganze           | Breganze           | 1961     | vermell i negre    |
| Frogs Hockey Club Seregno    | Seregno            | 1968     | blanc i vermell    |
| Rotellisticaca Scandianese   | Scandiano          | 1980     | vermell i blau     |
| Hockey Club Molfetta         | Molfetta           | 1982     | blanc i vermell    |
| A.S. Hockey Sandrigo         | Sandrigo           | 1968     | blanc i blau       |

- Salernitanta Hockey (Salerno)
- C.G.C. Viareggio (Viareggio)
- Roller Novara (Novara)
- Hockey Modena (Modena)
- A.P. Follonica Hockey (Follonica)
- A.S.Hockey Valdagno (Valdagno)
- Amatori Reggio Emilia (Reggio nell’Emila)
- H.C. Forte dei Marmi (Forte dei Marmi)
- G.S. Hockey Pordenone (Pordenone)
- H.C. Castiglione della Pescaia (Castiglione della Pescaia)
- H.C. Thiene (Thiene)
- Rotellistica Matera (Matera)
- G.S. A.F.P. Giovinazzo (Giovinazzo)
- H. Villa d'Oro Modena (Modena)
- Roller Bassano (Bassano del Grappa)
- U.G. Goriziana, Gorizia (Gorizia)
- Rotellistica 93 Novara (Novara)
- Hockey C. La Mela Modena (Modena)
- Hockey C. Correggio (Correggio)
- A. Sportivo H. Viareggio (Viareggio)
- H.C. Vaccari Montecchio Precalcino (Montecchio)
- H.C. Montecchio Maggiore (Montecchio Maggiore)
- Hockey Club Prato (Prato)
- Mens Sana Siena Hockey (Siena)
- A.S. Hockey Lodi (Lodi)
- Bassano Hockey & Skating (Bassano del Grappa)
- A.S. Gorizia (Gorizia)
- Amatori Valdagno (Valdagno)
- Roller Monza (Sesto San Giovanni)
- Hockey Club Monza (Monza)
- Amatori Sandrigo (Sandrigo)
- Hockey Grosseto (Grosseto)
- Hockey Club Pistoia (Pistoia)
- Reggiana Reggio Calabria (Reggio di Calabria)
- U.S. Triestina (Trieste)

Antics Clubs
- S.S. Amatori Modena (Modena)
- Corradini Reggio Emilia (Reggio nell’Emila)
- Sempione Milano (Milà)
- Milan Skating (Milà)
- Lazio Roma (Roma)
- Hockey Pola

## Argentina
| Clube                                     | Ciudad           | Província    | Fundação                | Uniforme                                            |
| Concepción Patín Club                     | Villa Mallea     | San Juan     | 11 de maio de 1942      | s-blau fosca amb mànigues blanques, p-blau fosc     |
| Deportivo Unión Estudiantil               | Santa Lucia      | San Juan     | 13 de fevereiro de 1946 | s-arlequinada verda i blanca, p-blanc               |
| Olímpia Patín Club                        |                  | San Juan     | ?                       | blanca amb escapulari blau                          |
| Unión Vecinal de Trinidad                 |                  | San Juan     | 4 de abril de 1935      | s-blau-grana a ratlles verticals, p-blau            |
| Centro Valenciano                         | Rawson           | San Juan     | 23 de agosto de 1969    | groc i vermell                                      |
| Club Unión Deportiva Bancaria             | Rivadavia        | San Juan     | ?                       | s-blanca i negra a meitats, p-negre                 |
| Club Social y Deportivo Loma de Rivadavia | Rivadavia        | San Juan     | ?                       | blanc i vermell                                     |
| Colon Jr.                                 |                  | San Juan     |                         |                                                     |
| Barrio Rivadavia                          | Rivadavia        | San Juan     |                         |                                                     |
| Colonias Unidas Richet y Zapata           | Santa Lucia      | San Juan     | 30 de maio de 1955      |                                                     |
| Club Social San Juan                      |                  | San Juan     |                         |                                                     |
| Club Atlético Unión                       | Villa Krause     | San Juan     |                         |                                                     |
| Banco Hispano                             |                  | San Juan     |                         |                                                     |
| Caucetera                                 | Caucete          | San Juan     |                         |                                                     |
| Media Agua                                | Media Agua       | San Juan     |                         |                                                     |
| Sindicato Empleado de Comércio            |                  | San Juan     |                         |                                                     |
| Sarmiento                                 |                  | San Juan     |                         |                                                     |
| Deportivo Aberastain                      | Pocito           | San Juan     |                         |                                                     |
| Hockey Club Huarpes                       |                  | San Juan     |                         |                                                     |
| Andes Talleres Sport Club                 | Godoy Cruz       | Mendoza      | 9 de julho de 1933      | blaugrana                                           |
| Petroleros Y. P. F.                       | Godoy Cruz       | Mendoza      |                         | negra i blau ratlles verticals                      |
| Impsa                                     | Godoy Cruz       | Mendoza      | 30 de agosto de 1979    |                                                     |
| Godoy Cruz Antonio Tomba                  | Godoy Cruz       | Mendoza      | 1 de junho de 1921      | s-blanca i blau ratlles verticals                   |
| C. P. Banco Mendoza                       | Chacras de Coria | Mendoza      | 9 de outubro de 1974    | s-blanca i negra verda                              |
| Municipalidad Maipú - Giol                | Maipú            | Mendoza      | ?                       | a meitats blau fosc i negre                         |
| Leonardo Murialdo                         | Villa Nueva      | Mendoza      | 9 de junho de 1942      | groc                                                |
| Club Atlético Palmira                     | Palmira          | Mendoza      | 31 de janeiro de 1912   | groc i negre                                        |
| Atlético Club San Martín                  | San Martín       | Mendoza      | 22 de dezembro de 1927  | s-blanca i grana ratlles verticals                  |
| Casa de Italia                            | San Martín       | Mendoza      |                         | s-blanca i blau i grana                             |
| Asociación La Colonia Hockey Juunin       | Junin            | Mendoza      | 1 de janeiro de 2014    | s-blanca i verda ratlles verticals                  |
| Bernardino Rivadavia                      | Rivadavia        | Mendoza      | 12 de dezembro de 1930  | groc i blau                                         |
| Club Atlético Huracán                     | Parque Patricios | Buenos Aires | 1 de novembro de 1908   | blanc amb ribets vermells                           |
| Harrod's Gath y Chávez                    | Palermo          | Buenos Aires | 22 de novembro de 1921  | blanc amb mànigues blaves                           |
| Club Atlético River Plate                 | Nuñez            | Buenos Aires | 25 de março de 1901     |                                                     |
| Asociación Atlética Argentinos Juniors    | La Paternal      | Buenos Aires | 15 de agosto de 1904    | Red                                                 |
| Deportivo Español                         | Bajo Flores      | Buenos Aires | 12 de outubro de 1956   | vermell i blau                                      |
| Velez Sarsfield                           | Liniers          | Buenos Aires | 1 de janeiro de 1910    |                                                     |
| Club Atlético San Lorenzo de Almagro      | Boedo            | Buenos Aires | 1 de abril de 1908      | blaugrana                                           |
| Club Atlético Estudiantil Porteño         | Ramos Mejia      | Buenos Aires | 6 de setembro de 1902   | blau amb franja vertical central vermella           |
| Gimnasia y Esgrima (G.E.B.A.)             | Palermo          | Buenos Aires | 11 de novembro de 1880  |                                                     |
| Club Ciudad de Buenos Aires               | Palermo          | Buenos Aires | 6 de outubro de 1920    |                                                     |
| Comunicaciones                            | Ciudad           | Buenos Aires | 15 de março de 1931     |                                                     |
| Atlético Libertador San Martín            | Paraná           | Entre Ríos   |                         |                                                     |
| Recreativo                                | Paraná           | Entre Ríos   |                         |                                                     |
| Paraná Rowing Club                        | Paraná           | Entre Ríos   | ?                       | blanc amb ribets blaus                              |
| Atlético Echagüe Club                     | Paraná           | Entre Ríos   | ?                       | blau i negre a ratlles verticals, manigues blanques |

## França
- La Vendéenne La Roche-sur-Yon (La Roche-sur-Yon)
- CPRM (Mouilleron le Captif)
- Union Sporitve Coutras (Coutras)
- Hockey Club Quevert (Quevert)
- Skating Club de la Région Audomaroise Saint-Omer (Saint-Omer)
- S.A. Mérignac Roller Skating (Mérignac)
- Roller Armor Club Saint-Brieuc (Saint-Brieuc)
- Nantes Atlantique Rink Hockey (Nantes)
- Amicale Laïque Quimper (Quimper)
- Union Sporitve Villejuif (Villejuif)
- Amicale Laïque Ergue-Gaberic (Ergue-Gaberic)
- C.S. Noisy-Le-Grand (Noisy-Le-Grand)
- Stade Ploufragan Roller Skating (Ploufragan)
- Sport Athletique de Gazinet Cestas (Cestas)
- Roller Skating Gujan-Mestras (Gujan-Mestras)
- Biarritz Olympique Rink-Hockey (Biarritz)
- Patineurs de l'Arguenon Créhen (Créhen)
- Association Sportive et Toutes Aides Nantes (Nantes)
- Nantes Longchamp P.R. (Nantes)
- Hockey Club du Fresnoy Tourcoing (Tourcoing)
- Roller Olympique Club Vaulx-en-Velin (Vaulx-en-Velin)
- Rink-Hockey Club Lyon (Lió)
- Hockey Club Aix-les-Bains (Aix-les-Bains)
- Hockey Club Voiron (Voiron)
- Club des Patineurs de Roubaix (Roubaix)
- Hockey Club Chambéry (Chambéry)
- Blagnac Sporting Club (Blagnac)
- A.S.P.T.T. Bordeaux (Bordeaux)
- Roller Club Toulousain (Tolosa de Llenguadoc)
- A.P.P.R. Plouguerneau (Plouguerneau)
- Hermine Callacoise (Callac)
- Hockey Club Saint Etienne (Saint Etienne)
- A.L.C. Bouguenais (Bouguenais)
- Amicale Laïque Saint Sebastien (Saint Sebastien)
- Sporting Hockey Club Paris Fontennay (Fontenay-sous-Bois)
- Carhaix Hockey Club (Carhaix)
- Paris Hockey Club (Paris)
- Roller City knights Seynod (Seynod)

## Suíça
- SC Thunerstern (Thun)
- RHC Wimmis (Wimmis)
- Genève RHC (Genebra)
- Montreux HC (Montreux)
- RSC Uttigen (Uttigen)
- RC Biasca (Biasca)
- Uri RHC (Seedorf)
- RHC Bern (Berna)
- RHC Münsingen (Münsingen)
- RS Basel (Basileia)
- Riviera Chablais Villeneuve HC (Villeneuve)
- RHC Langenthal (Langenthal)
- Juventus HC (Clarens-Montreux)
- RC Zürich (Zuric)
- RHC Vordemwald (Vordemwald)
- Pully RHC (Pully)
- Roller Lausanne-Sports (Lausana)
- Delémont RHC (Delémont)
- RHC Gipf-Oberfrick (Gipf-Oberfrick)
- RC Langnau (Langnau)
- RHC Diessbach (Diessbach)

## Alemanha
- RSC Cronenberg (Wuppertal)
- RESG Walsum 1937 (Walsum)
- TuS Düsseldorf Nord (Düsseldorf)
- ERG Iserlohn (Iserlohn)
- VfB Remscheid (Remscheid)
- SK Germania Herringen (Herringen)
- VfL Hüls (Hüls)
- RSC Darmstadt (Darmstadt)
- ERC Chemnitz (Chemnitz)
- HSV Krefeld (Krefeld)
- RSV Weil am Rhein (Weil am Rhein)
- TV Friesen 1884 (Wuppertal)
- IGR Remscheid (Remscheid)
- ERSC Schwerte
- ERG Iserlohn
- SpVg Herten 07 (Herten)
- RHC Recklinghausen (Recklinghausen)
- REC Konstanz (Konstanz)
- TGS Ober-Ramstadt (Ober-Ramstadt)
- GRSC Mönchengladbach (Mönchengladbach)
- TSG Darmstadt 1846 (Darmstadt)
- CEH Stuttgart(Stuttgart)
- ESV Ansbach/Eyb
- MTV CELLE
- SV Allstedt
- TV 1875 Paderborn
- SV Medizin Erfurt
- SC Bison Calenberg
- RSC GERA
- RHC Aufbau Böhlitz-Ehrenberg (LEIPZIG)
- RSV MAINSPITZE (MAINZ)
- OSC Berlin
- ERV Schweinfurt